# Stazione di Eca-Nasagò
La stazione di Eca-Nasagò  era una fermata ferroviaria  posta sulla ferrovia Ceva-Ormea. La fermata è posta in località Nasagò, tra Isola lunga e Isola Perosa, sebbene questa non consista in un centro abitato; la fermata fu costruita per servire l'abitato di Eca, frazione del comune di Ormea, posta 300 metri più in alto.

## Storia
La fermata di Eca-Nasagò venne attivata il 15 febbraio 1893 come parte della tratta da Trappa a Ormea della ferrovia Ceva-Ormea..
Dal 2001 la gestione dell'intera linea, e con essa quella della stazione di Eca-Nasagò, passò in carico a Rete Ferroviaria Italiana la quale ai fini commerciali classifica l'impianto nella categoria "Bronze".
Al 2002 la fermata risultava impresenziata insieme a tutti gli altri impianti sulla linea a esclusione della stazione di Ceva.
Il servizio passeggeri sulla linea viene sospeso il 17 giugno 2012 e pertanto anche la fermata non risulta più essere servita da alcun traffico. Nonostante la riattivazione della linea nel 2016 per lo svolgimento di saltuari servizi turistici, la fermata non risulta da essi servita.

## Strutture e impianti
La fermata dispone di un fabbricato viaggiatori sviluppato su due piani. A seguito dell'impresenziamento dell'impianto, il fabbricato viaggiatori venne chiuso e per ovviare alla mancanza di un riparo in caso di maltempo venne aggiunta una pensilina in metallo dotata di un'obliteratrice e di pannelli informativi per i viaggiatori.
Vi è un binario servito da banchina.

## Movimento
La fermata, durante gli ultimi anni di servizio, era servita solamente da regionali effettuati da Trenitalia nell'ambito del contratto di servizio stipulato con la Regione Piemonte.